# El secdleto de la tlompeta
El secdleto de la tlompeta (El secreto de la trompeta) es un cortometraje dirigido por Javier Fesser, fue el segundo cortometraje después de Aquel ritmillo.

## Argumento
Un tranquilo y pacífico empleado de gasolinera que se ve perseguido por una pareja de guardias civiles, nos lleva, mediante una extraña concepción del tiempo y el espacio, a través de su alocada odisea.

## Reparto
- Ramón Langa Narrador
- Pablo Pinedo Protagonista.
- Pietro Olivera Como padre Lucas.
- Guillermo Fesser Como productor de cortos.

- Datos: Q5826568